# Guetar
Guetar, Guettar, El Guetar, El Guettar o El Kettar (àrab: القطار, al-Qiṭṭār o al-Giṭṭār) és una ciutat de Tunísia, de l'oasi de Gafsa, situada uns 15 km al sud-est de Gafsa, a la vora del Chott El Guettar i a la falda del Djebel Ank. Forma part de la governació de Gafsa i és capçalera d'una delegació amb 23.219 habitants.

## Geografia
Té estació de ferrocarril. La delegació s'estén cap a una zona muntanyosa, al sud, darrere la qual hi ha el Chott el Djerid, i limita al nord amb Gafsa Nord. S'estén cap al nord-oest pel Djebel Orbata i el Djebel Bayades i cap a l'est seguint la carretera fins a un punt situat a uns 15 km de Belkhir, seu de la delegació veïna. A l'oest, té la delegació de Mdhilla.

## Administració
És el centre de la delegació o mutamadiyya homònima, amb codi geogràfic 61 59 (ISO 3166-2:TN-12), dividida en sis sectors o imades:
- El Guetar Ouest (61 59 51)
- El Ortos (61 59 52)
- El Guetar Est (61 59 53)
- El Ongue (61 59 54)
- Es-Saket (61 59 55)
- Bir Sâad (61 59 56)

Al mateix temps, forma una municipalitat o baladiyya (codi geogràfic 61 17).